# コフギールーイェ・ブーイェル＝アフマド州
コフギールーイェ・ブーイェル＝アフマド州（コフギールーイェ・ブーイェル＝アフマドしゅう、ペルシア語: اسبان کهگیلویه و بویراحمد, ラテン文字転写: Ostān-e Kohgīrūye-o Būyer-Ahmad）は、イランの州（オスターン）。州都はヤースージュ。面積は面積は19,249km²。比較的高地にあり山がちな地域である。人口は71万3052人（2016年国勢調査）。

## 行政区画
コフギールーイェ・ブーイェル＝アフマド州は4つの郡（シャフレスターン）からなる。
- ブーイェル＝アフマド
- コフギールーイェ
- ダナー
- ギャチュサーラーン

## 歴史
現在のコフギールーイェ・ブーイェル=アフマド州の住民の多くはモストウフィーの『選史』に名をあげられるイール・ジャーキー族の子孫である。イール・ジャーキー族はアーリア人でインド・イラン語族イラン語群のうちロル語をこの地域にもたらした。
コフギールーイェはアラブの侵入の際にはペルシアの領域の一部であり、ザミーガーンという地方をなしていた。コフギールーイェの人びとは、ヒジュラ暦2世紀終わりから3世紀はじめにかけて、ルーズベという名の長のもとに統合されていた。続いてその子メフルガーン、その弟サルメがコフギールーイェの支配者となった。このときハマーイェガーフという地からこの地に来たギールーイェという者が、サルメの許で権力を築き、サルメが死ぬと政権を握った。彼に対する畏敬の念から、この地域がクーヘ・ギールーイェ（ギールーイェの山）とよび「コフギールーイェ」と呼ばれるようになったのである。ギールーイェ家は少なくともヒジュラ暦346年までコフギールーイェ地域を支配した。
ブーイェル＝アフマド地域は、古くはブーイェル＝アフマド、ナヴィー、ダシュマン・ズィヤーリー、チェラームの四族で「チャハール・ボニーチェ」と慣用的に呼ばれた人びとの地であった。この地域はヒジュラ暦6世紀には大ロル・アターベク政権の領域の一部となっており、この政権はアブー・ターヒルからはじまり、ヘザーラスプ、ティークリ、コルジェ、パシャング、フーシャング、アフラースィヤーブと続いてこの地を支配した。最後のアター・ベクはギヤース・アッディーン・イブン・カーウース・イブン・フーシャングであったが、ティムール朝のシャー・ルフの子イブラーヒームの軍により、おそらくヒジュラ暦827年には政権を失った。ブーイェル・アフマドの支配者は、その長い歴史のあいだ、たとえばカイ・シャーヒーン、カイ・ハーディー、カイ・アブドゥルハリールのように「カイ」のラカブを名乗ったことで有名である。

## 観光
コフギールーイェ・ブーイェル＝アフマド州は218の観光地があり、夏でも観光が可能である。
- マールーン、チェラーム、ナーゼムカーン、ベシャール、ザフレ、メフラバーンの諸河川、おおくの泉、その近くにサッデ・クーセル、シャー・ガーセム、シャー・モフタール・ヤースージュなどがある。
- 4000mを越える山頂が40ヵ所
- キャマルドゥーグ・ディーシュムークの滝、メフルヤーン山峡、ギャンジェイェ・ヤースージュ、スーラク・バフマイーの美しい山峡
- チェシュメ・バルギース・チェラーム公園、コフギールーイェおよびビラード・シャープール・デフダシュトのイマームザーデ、ソレイマーン城塞ほか多数の城塞
- タレ・チェガーフ遺跡、アーベ・ギャルムーン、アーベ・ショウラーン、ラーラーンダンの街、諸アーブ・アンバール（伝統的貯水施設）、キャラヴァンサラーイ、城塞、セ・タバゲ墓地、スーラク山峡などがバフマイー山中にある。
- タカーブ山峡はアレクサンドロス3世（大王）とアーリユー・バルザンが遭遇した地。またドフタル、マーンギャシュト、ライースィー、ソレイマーンなど多くの古城塞があり、これをまとめて「デリー・メフルガーン」と呼び、有名である。
- 「ビービー・ハキーメ」廟が有名。イマーム・レザーの妹の廟。ゴチュサーラーン郡にある

あわせて大小18河川、40の清泉と鉱泉、18のガナート、5の滝、3の湖、40の美しい景観をもつ山峡・谷、庭園と緑映える平原、イマームザーデ、ドーム、城塞、キャラヴァンサラーイ、モスク、アーブ・アンバール（伝統的貯水施設）、ゾロアスター教神殿、古い橋や塔などの名所がある。